# Оливера Кьорвезироска
Оливера Кьорвезироска (на македонска литературна норма: Оливера Ќорвезироска), с рожд. име Оливера Маркович, е северомакедонска литературна критичка, поетеса и авторка на произведения в жанровете лирика, драма и детска литература.

## Биография и творчество
Кьорвезироска е родена в Куманово, СР Македония, СФР Югославия на 29 ноември 1965 г. Завършва гимназия в родния си град. Следва филология в катедра „Обща и сравнителна литература“ на Филологическия факултет „Блаже Конески“ на Скопския университет Св. св. Кирил и Методий“.
След дипломирането си работи като редактор във всекидневника „Нова Македония“.
Авторка е на поетични книги, на романи за деца и възрастни, на критика и есеистика. Първата ѝ книга, стихосбирката „Трети кат“, е публикувана през 1982 г. През 1985 г. става член на Дружеството на писателите на Македония. Член е и на Асоциацията на коректорите на Македония.
Нейни текстове са излизали в над двайсет антологии на съвременния македонски разказ – в Северна Македония и в чужбина. Разказите ѝ са преведени на английски, френски, унгарски, албански, турски, чешки, сръбски, словенски, полски, руски, немски и гръцки език. Тя е многократен носител на значими награди за разказ в Македония. През 2003 г. за книгата „(С)плетени разкази“ получава наградата „Стале Попов“ за най-добра проза на Дружеството на писателите на Македония.
Сборникът ѝ с разкази „Улиците, които ги няма“ от 2018 г. представлява „33-годишна наративна карта на Скопие“. В нейния увод писателката споделя: „Ако писателите нямат свои градове, все пак градовете имат своите писатели, писането на тази книга ме направи скопчанка.“
Разказът ѝ „Агенция за събития“ е избран за антологията „Най-добра европейска фантастика 2019“.
Оливера Кьорвезироска живее със семейството си в Скопие.

## Произведения

### Самостоятелни романи
- Заклученото тело на Лу (2005)
- Аб'т (2019)

### Поезия
- Трети кат (1982)
- Високите бели (1989)

### Детска литература
- Кифличката Мирна (1993) – роман
- Мојот брат од тринаесеттиот кат (2001) – роман
- Дедо Миле (2000) – книжка с картинки, с Глигор Костовски-Гишо, преиздадена (2009) – с Владимир Лукаш

### Сборници
- Страдањата на младиот лектор (2000) – разкази
- (С)плетени раскази (2003) – разкази
- Две перници (2010) – разкази
- Новелички без шеќер (2017) – разкази
- (Со)шиени раскази (2017) – разкази
- Улиците што ги нема (2018) – разкази

### Документалистика
- Отвораат ли сништата работа (1999) – критика и есеистика
- Еден Текст и една жена (2016) – критика и есеистика